# Верхньобазавлуцький заказник
Верхньобазавлуцький — ботанічний заказник місцевого значення. 
Заказник розташований у Кам'янському районі Дніпропетровської області.
Площа заказника — 786,0 га, створений у 2013 році.

## Галерея

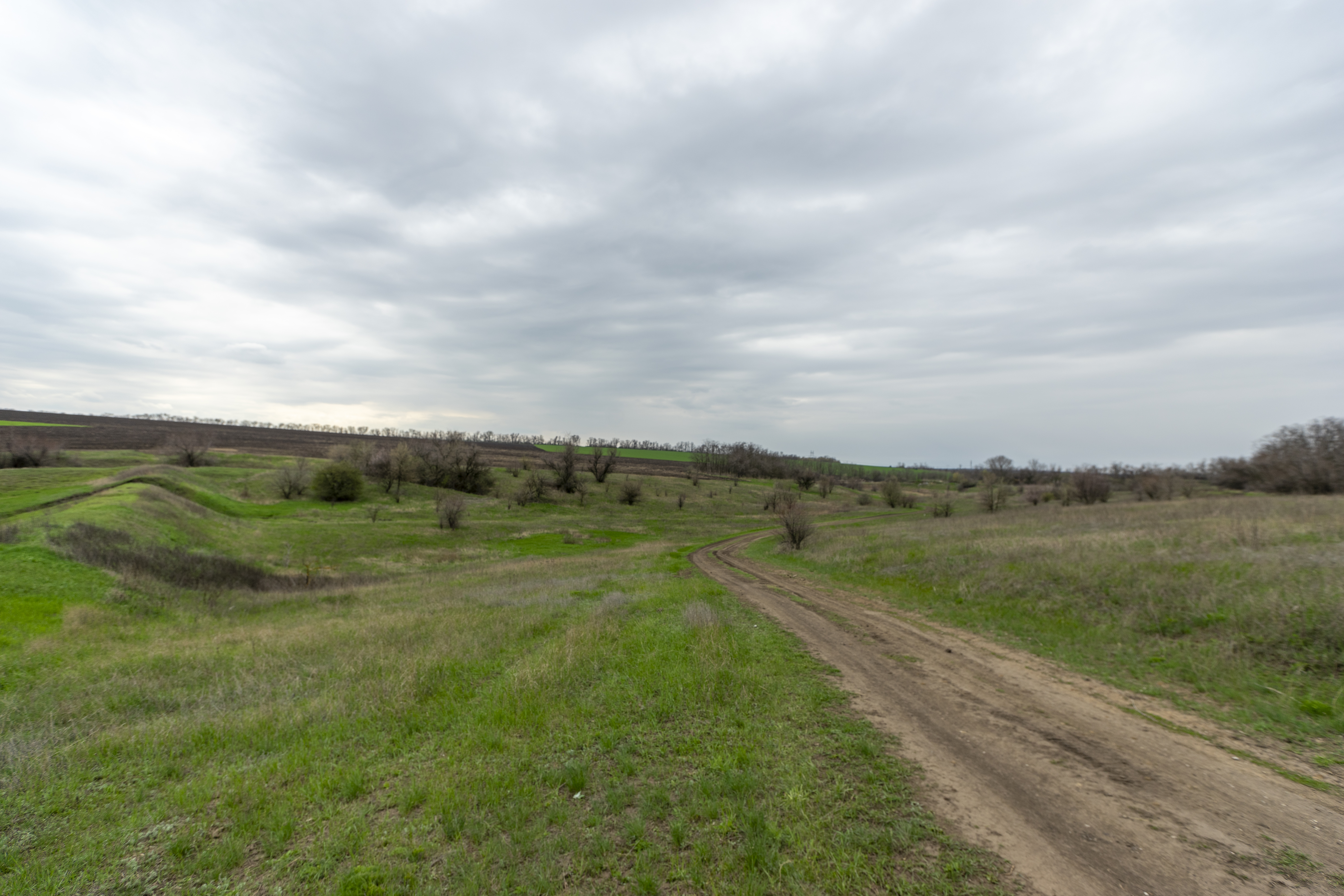
Верхньобазавлуцький заказник біля с.Мирне
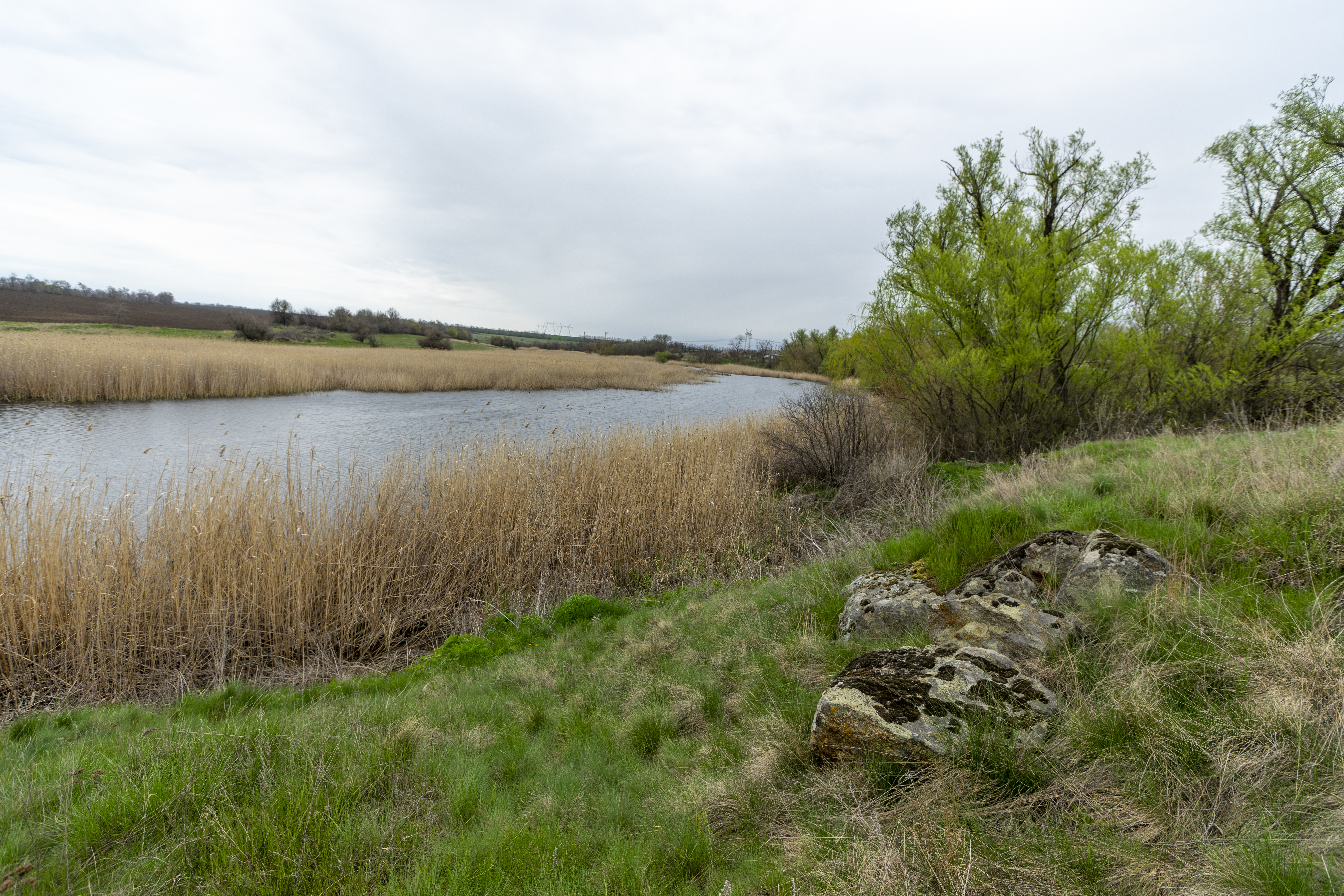
Верхньобазавлуцький заказник Біля с.Олександрівка
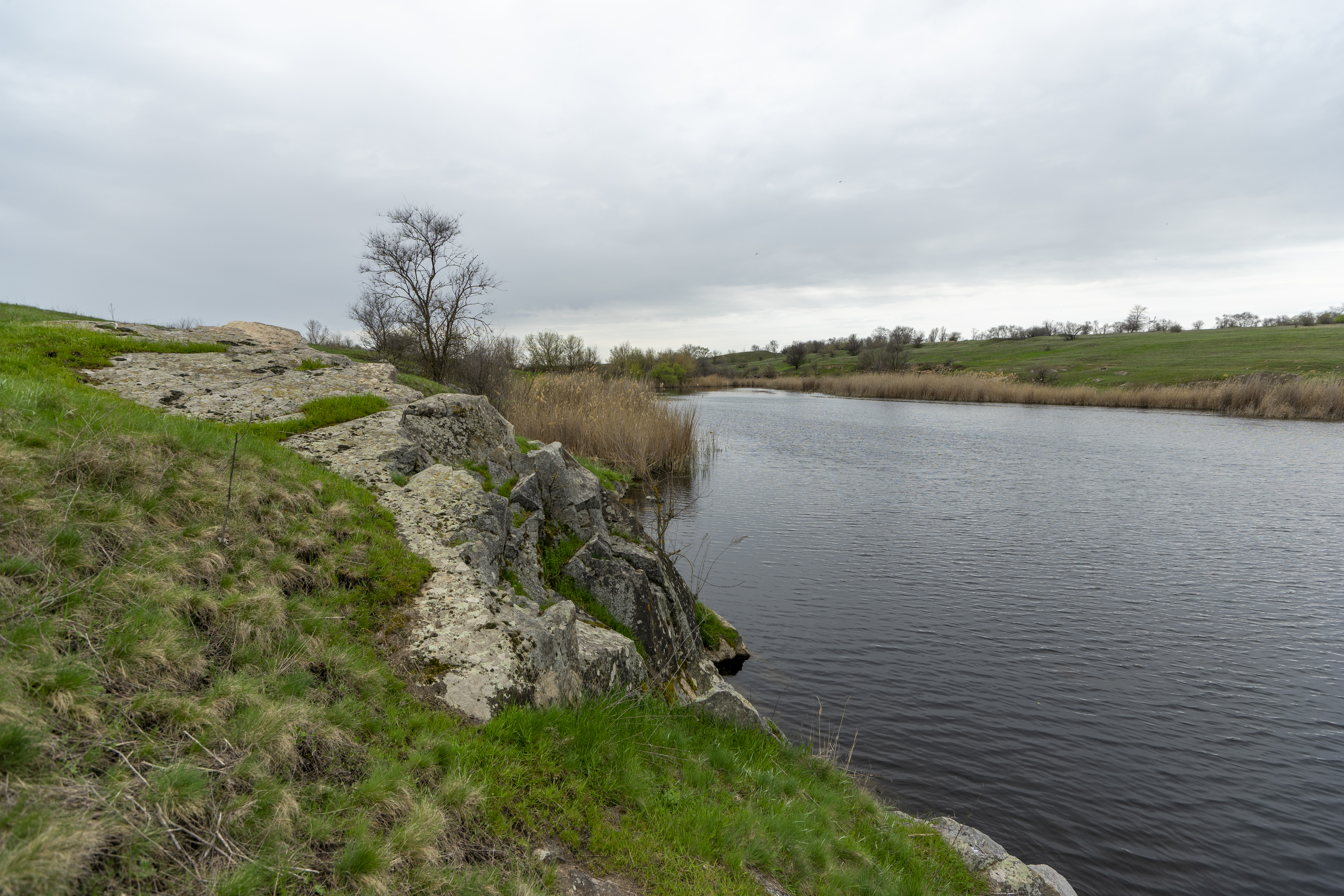
Верхньобазавлуцький заказник Біля с. Калинівка
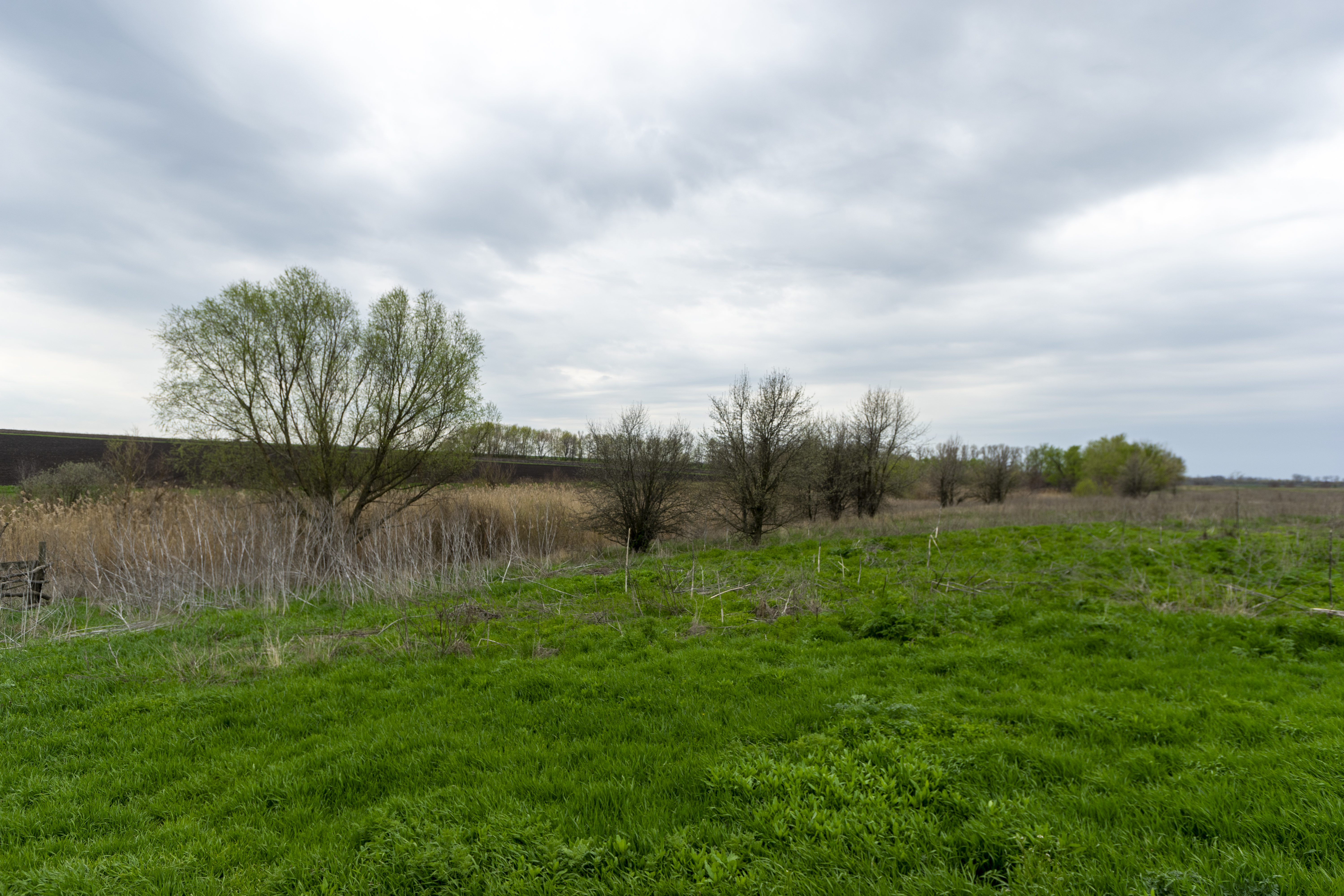
Верхньобазавлуцький заказник біля с. Червоний Став